# Sèrie GeForce 2
La sèrie GeForce 2 (NV15) és la segona generació de les unitats de processament de gràfics (GPU) GeForce de Nvidia. Presentat l'any 2000, és el successor de la GeForce 256.
La família GeForce 2 comprenia una sèrie de models: GeForce 2 GTS, GeForce 2 Pro, GeForce 2 Ultra, GeForce 2 Ti, GeForce 2 Go i la sèrie GeForce 2 MX. A més, l'arquitectura GeForce 2 s'utilitza per a la sèrie Quadro a les targetes Quadro 2 Pro, 2 MXR i 2 EX amb controladors especials destinats a accelerar les aplicacions de disseny assistit per ordinador.

## Arquitectura

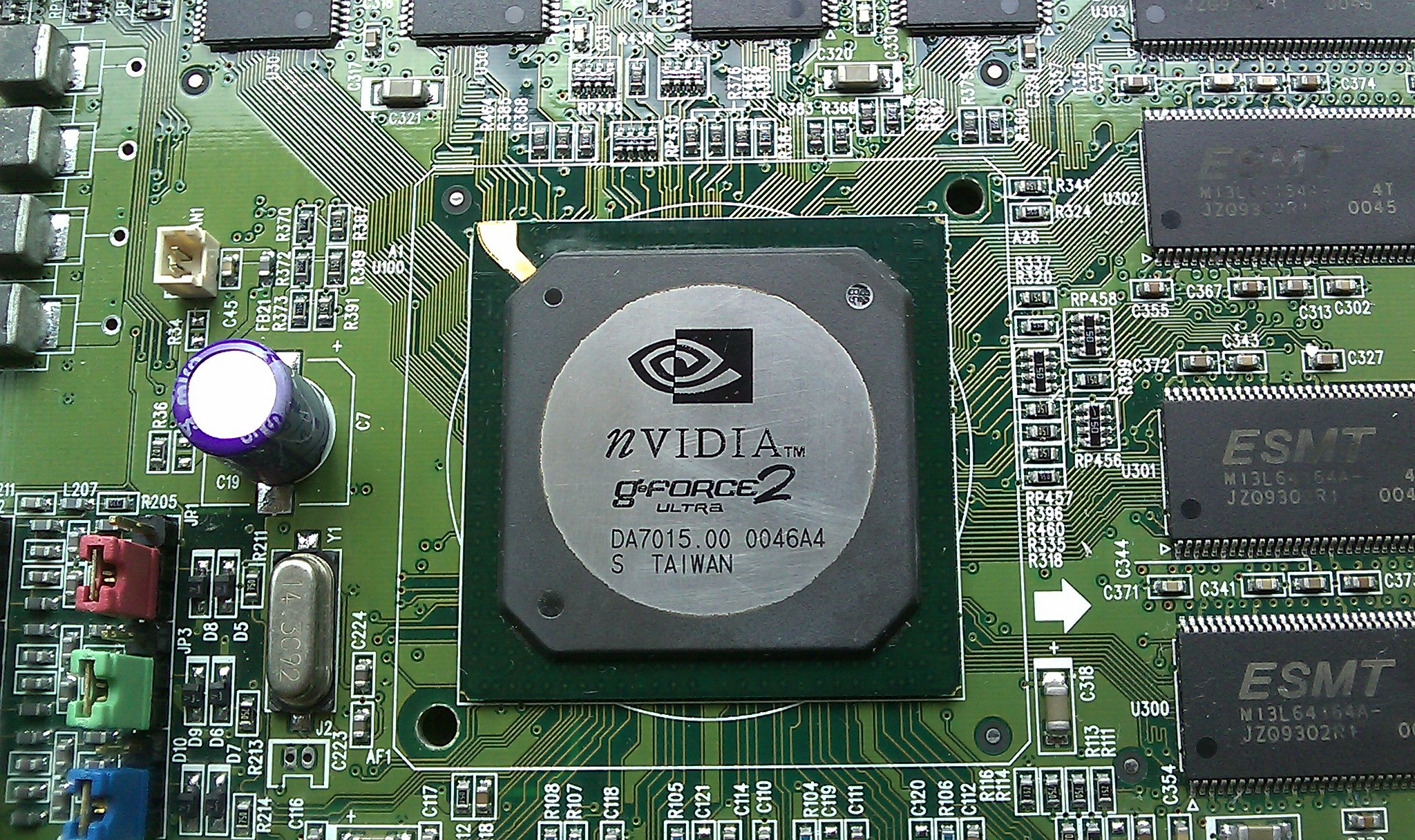
GPU GeForce2 Ultra

L'arquitectura GeForce 2 és similar a la línia anterior GeForce 256 però amb diverses millores. En comparació amb la GeForce 256 de 220 nm, la GeForce 2 està construïda sobre un 180 procés de fabricació nm, fent que el silici sigui més dens i permetent més transistors i una velocitat de rellotge més alta. El canvi més significatiu per a l'acceleració 3D és l'addició d'una segona unitat de mapatge de textures a cadascun dels quatre canals de píxels. A la segona TMU hi havia a la Geforce NSR original (Nvidia Shading Rasterizer), però la textura dual es va desactivar a causa d'un error de maquinari; La capacitat única de NSR per fer un filtratge de textures trilineal d'un sol cicle admet aquest suggeriment. Això duplica la taxa d'ompliment de textura per rellotge en comparació amb la generació anterior i és el raonament darrere del sufix de noms de GeForce 2 GTS: GigaTexel Shader (GTS). La GeForce 2 també introdueix formalment el NSR (Nvidia Shading Rasterizer), un tipus primitiu de canalització de píxels programables que és una mica similar als shaders de píxels posteriors. Aquesta funcionalitat també està present a GeForce 256, però no es va publicar. Una altra millora de maquinari és una canalització de processament de vídeo millorada, anomenada HDVP (processador de vídeo d'alta definició). HDVP admet la reproducció de vídeo en moviment amb resolucions HDTV (MP@HL).

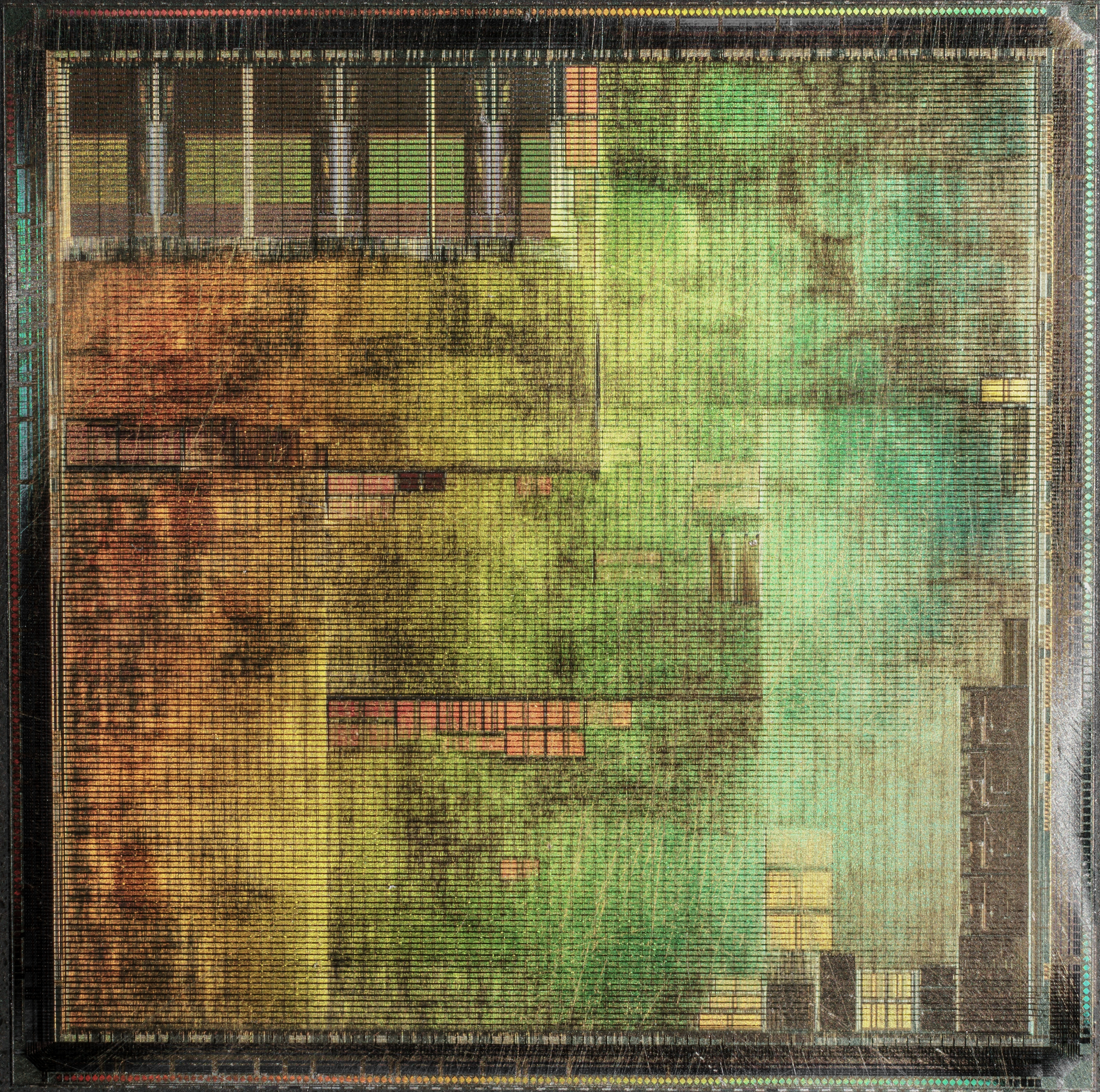
Imatge a mort d'una GPU Geforce 2

En benchmarks 3D i aplicacions de jocs, la GeForce 2 GTS supera el seu predecessor fins a un 40%. En jocs OpenGL (com ara Quake III), la targeta supera les targetes ATI Radeon DDR i 3dfx Voodoo 5 5500 tant en els modes de visualització de 16 bpp com de 32 bpp. Tanmateix, als jocs de Direct3D amb 32 bpp, la Radeon DDR de vegades és capaç de prendre el lideratge.
L'arquitectura GeForce 2 té una amplada de banda força limitada. La GPU malgasta l'amplada de banda de la memòria i la taxa d'ompliment de píxels a causa de l'ús no optimitzat del buffer z, el dibuix de superfícies amagades i un controlador de RAM relativament ineficient. La principal competència per a GeForce 2, l'ATI Radeon DDR, té funcions de maquinari (anomenades HyperZ) que tracten aquests problemes. A causa de la naturalesa ineficient de les GPU GeForce 2, no podien apropar-se al seu potencial de rendiment teòric i la Radeon, fins i tot amb la seva arquitectura 3D significativament menys potent, oferia una forta competència. La posterior revisió NV17 del disseny NV11 utilitzat a la GeForce4 MX va ser més eficient.